# 喬格瀑布

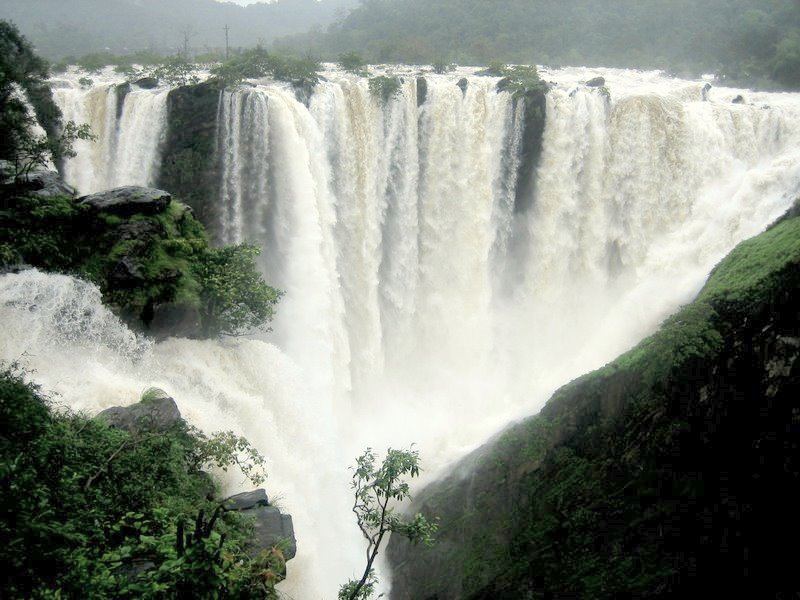
雨季時的喬格瀑布

喬格瀑布（Jog Falls）是印度南部卡納塔卡邦希莫加縣的一座瀑布，位於舍拉沃蒂河的河道上，總高度253公尺，是印度第二高的瀑布，僅次於梅加拉亞邦的諾卡利凱瀑布。
喬格瀑布靠近城市薩加拉，是卡納塔卡邦的著名景點之一。在喬格瀑布上游處建有林加納馬基水壩。